# Anton Schlusche
Anton Schlusche (geboren 17. April 1897 in Benisch, Österreich-Ungarn; gestorben 17. Juni 1940 in Freudenthal) war ein tschechoslowakischer Journalist und Politiker.

## Leben
Anton Schlusche arbeitete als Journalist in Freudenthal. Er schloss sich nach der Gründung der Tschechoslowakei der Deutschen Christlich-Sozialen Volkspartei (DCSVP) an und wurde Kreissekretär der Partei. Er war außerdem Vorstandsmitglied des Volksbundes Deutscher Katholiken in Freudenthal. Schlusche wurde 1935 in das Tschechoslowakische Abgeordnetenhaus gewählt. In der Sudetenkrise 1938 löste die Partei sich auf, und Schlusche trat der Fraktion der Sudetendeutschen Partei (SdP) bei. Nach der Okkupation des Sudetenlandes wurde sein Abgeordnetenmandat annulliert. Schlusche stellte am 3. Januar 1939 einen Aufnahmeantrag in die NSDAP und wurde mit der Mitgliedsnummer 6.493.209 rückwirkend zum 1. Dezember 1938 Mitglied der Partei.
Schlusche arbeitete ab 1938 als Rechnungsrevident in Freudenthal. 
Schlusches älterer Bruder Eduard Schlusche wurde Buchhändler einer katholischen Buchhandlung. Er wurde von den Nationalsozialisten verfolgt und ermordet.